# Bahnhof Riederau
Der Bahnhof Riederau ist ein ehemaliger Bahnhof und heutiger Haltepunkt im Ortsteil Riederau der oberbayerischen Gemeinde Dießen am Ammersee. Er liegt an der Ammerseebahn von Mering über Geltendorf nach Weilheim. Der Haltepunkt hat ein Bahnsteiggleis. Täglich halten in Riederau etwa 50 Züge der Bayerischen Regiobahn (BRB).
Der Bahnhof Riederau wurde am 23. Dezember 1898 zusammen mit der Ammerseebahn eröffnet. 1976 wurde die Station vom Bahnhof zum Haltepunkt zurückgestuft. Das 1938 errichtete Empfangsgebäude steht unter Denkmalschutz. Neben dem Bahnhof Riederau gibt es in Dießen am Ammersee noch den Bahnhof Dießen und den Haltepunkt St. Alban.

## Lage
Der Bahnhof Riederau befindet sich im Osten von Riederau etwa vier Kilometer nördlich der Ortsmitte von Dießen am Ammersee. Er liegt etwa 150 Meter vom Ufer des Ammersees entfernt. Das Empfangsgebäude steht westlich des Gleises am Bahnhofplatz und hat die Adresse Bahnhofstraße 1. Südlich des Gebäudes verläuft die Staatsstraße 2055 von Schondorf nach Dießen. Südlich des Haltepunkts befindet sich ein höhengleicher Bahnübergang, der die Staatsstraße und die Riederauer Ortsmitte mit dem Seeufer verbindet.
Die Ammerseebahn von Mering über Geltendorf nach Weilheim (VzG 5370), an welcher der Bahnhof liegt, ist eine eingleisige und nicht elektrifizierte Hauptbahn. Sie wird von der Deutschen Bahn als Kursbuchstrecke 985 Augsburg–Weilheim geführt.

## Geschichte
Bereits in den 1870er Jahren gab es erste Pläne zum Bau einer Bahnstrecke von Augsburg über Mering zum Westufer des Ammersees und weiter in Richtung Alpen. 1886 wurde die Projektierung einer Lokalbahn von Mering über Schondorf nach Dießen genehmigt. In der Vorplanung war in Riederau keine Haltestelle vorgesehen, da der Ort damals nur aus wenigen Häusern bestand. Da jedoch die Wirtschaftlichkeit der Holzverladung erkannt wurde, plante das Augsburger Eisenbahnbaukomitee einen zusätzlichen Bahnhof in Riederau ein. Im Herbst 1896 begann das Eisenbahnbaukomitee mit dem Bau der als Ammerseebahn bezeichneten Strecke von Mering nach Weilheim.

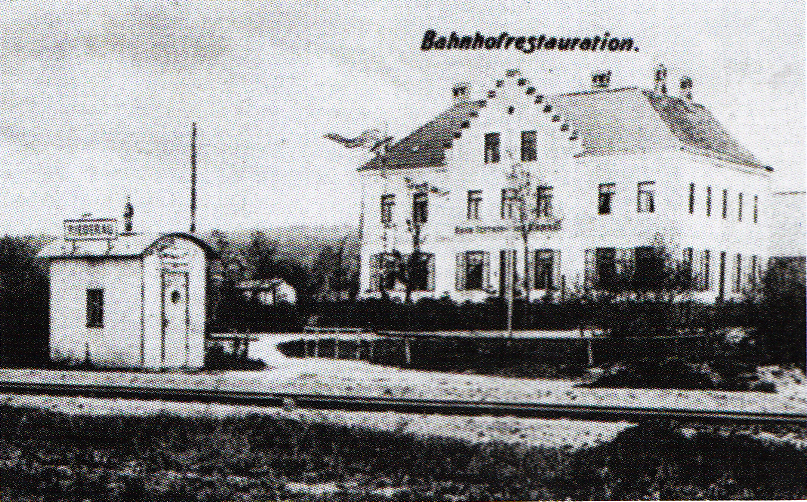
Wellblechhütte und Bahnhofsrestauration 1902

Am 30. Juni 1898 nahmen die Königlich Bayerischen Staatseisenbahnen die Streckenabschnitte von Mering nach Schondorf sowie von Dießen nach Weilheim in Betrieb. Zwischen Schondorf und Dießen verkehrten ersatzweise Schiffe über den Ammersee. Erst am 23. Dezember 1898 wurde die Lücke geschlossen und die Durchgangsbahnhöfe Utting und Riederau in Betrieb genommen. Anfangs diente dem Riederauer Bahnhof nur eine Wellblechhütte als Empfangsgebäude. Gegenüber der Wellblechhütte entstand 1902 an der heutigen Seiboldstraße (Staatsstraße 2055) eine große Bahnhofsrestauration. 1903 erhielt der Bahnhof eine Holzbaracke als Empfangsgebäude, die bisher am Bahnhof Dießen gestanden hatte und dort 1902 durch ein gemauertes Gebäude ersetzt worden war. Nördlich schloss sich ein Güterschuppen mit Laderampe an das Gebäude an. Durch den Bahnhof wuchs der bisher sehr kleine Ort Riederau stark an und hat heute über 1000 Einwohner. Gerade in der Holzverladung war Riederau eine bedeutende Station und trug mit dazu bei, dass die Ammerseebahn 1913 zur Hauptbahn erhoben wurde.
1937 ließ die Deutsche Reichsbahn ein gemauertes Empfangsgebäude mit Satteldach, offener Wartehalle und anschließenden Güterschuppen errichten. Die Holzbaracke und der alte Güterschuppen wurden abgetragen. Nur die alte Laderampe blieb erhalten.
1975 wurde die mit dem sinkenden Verkehrsaufkommen nicht mehr benötigte alte Bahnhofsrestauration abgebrochen. 1976 legte die Deutsche Bundesbahn das Ladegleis still. Der Bahnhof wurde dadurch zum Haltepunkt mit Blockstelle. 1983 wurde das stillgelegte Ladegleis abgebaut. Nachdem die DB 1984 den Bahnhof Greifenberg stillgelegt hatte, wurde auch die Stilllegung des Haltepunkts Riederau erwogen. Um die Besetzung des Haltepunkts zu beenden, plante die DB am Bahnübergang südlich des Haltepunkts eine elektrische Schranke ein, welche die bisherige mechanisch mit Schrankenwinde bediente Schrankenanlage ersetzen sollte. Aufgrund der Nähe der Station zum Ammersee und der daraus resultierenden Bedeutung im Ausflugsverkehr blieb der Verkehrshalt jedoch erhalten und das Empfangsgebäude weiterhin besetzt.
Im August 1999 nahm die Deutsche Bahn einen Fahrkartenautomaten in der offenen Wartehalle in Betrieb. Der Fahrkartenschalter sollte ursprünglich zum 1. November 2001 geschlossen werden, der Verkauf wurde jedoch erst Anfang 2002 vollständig eingestellt.
Am 25. Mai 1997 berichtete eine Lokalzeitung von der zunehmenden Verwilderung des Bahnhofs trotz der Bedeutung der Station im Ausflugsverkehr. Am 16. Juni 2002 beschloss der Verschönerungsverein Riederau in Absprache mit der Deutschen Bahn eine Verbesserung des Erscheinungsbildes. Im Dezember 2003 konnte der Verein die Restaurierung des Uhrtürmchens abschließen. Mit der Inbetriebnahme des neuen elektronischen Stellwerks im Bahnhof Dießen im November 2009 wurde betrieblich gesehen aus der vormaligen Blockstelle Riederau nun die Deckungsstelle Riederau. Zum 1. Januar 2013 übernahm die Gemeinde Dießen das Empfangsgebäude zum Kaufpreis von 35.000 Euro von der Deutschen Bahn.

## Aufbau

### Empfangsgebäude

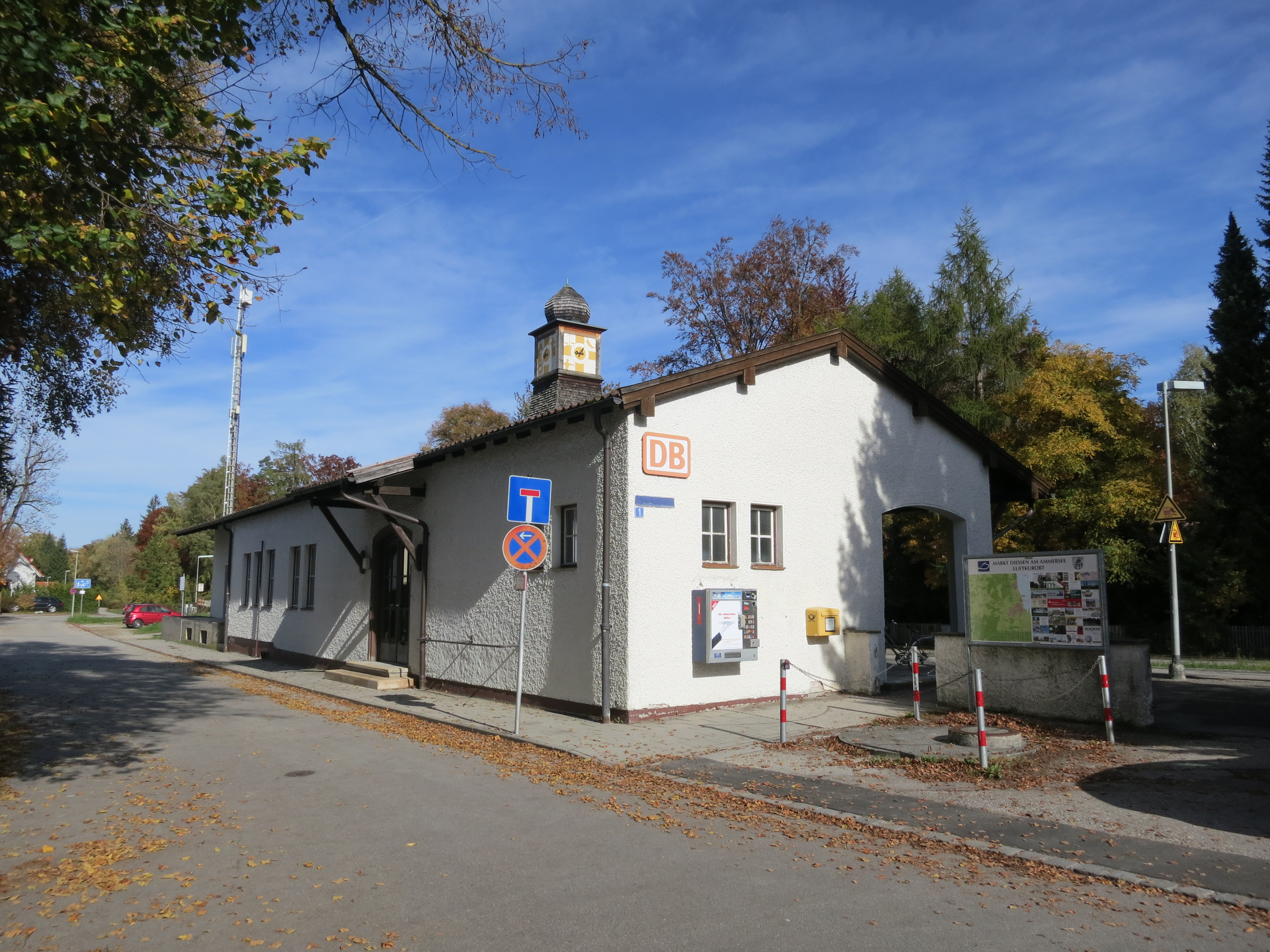
Empfangsgebäude von der Straßenseite

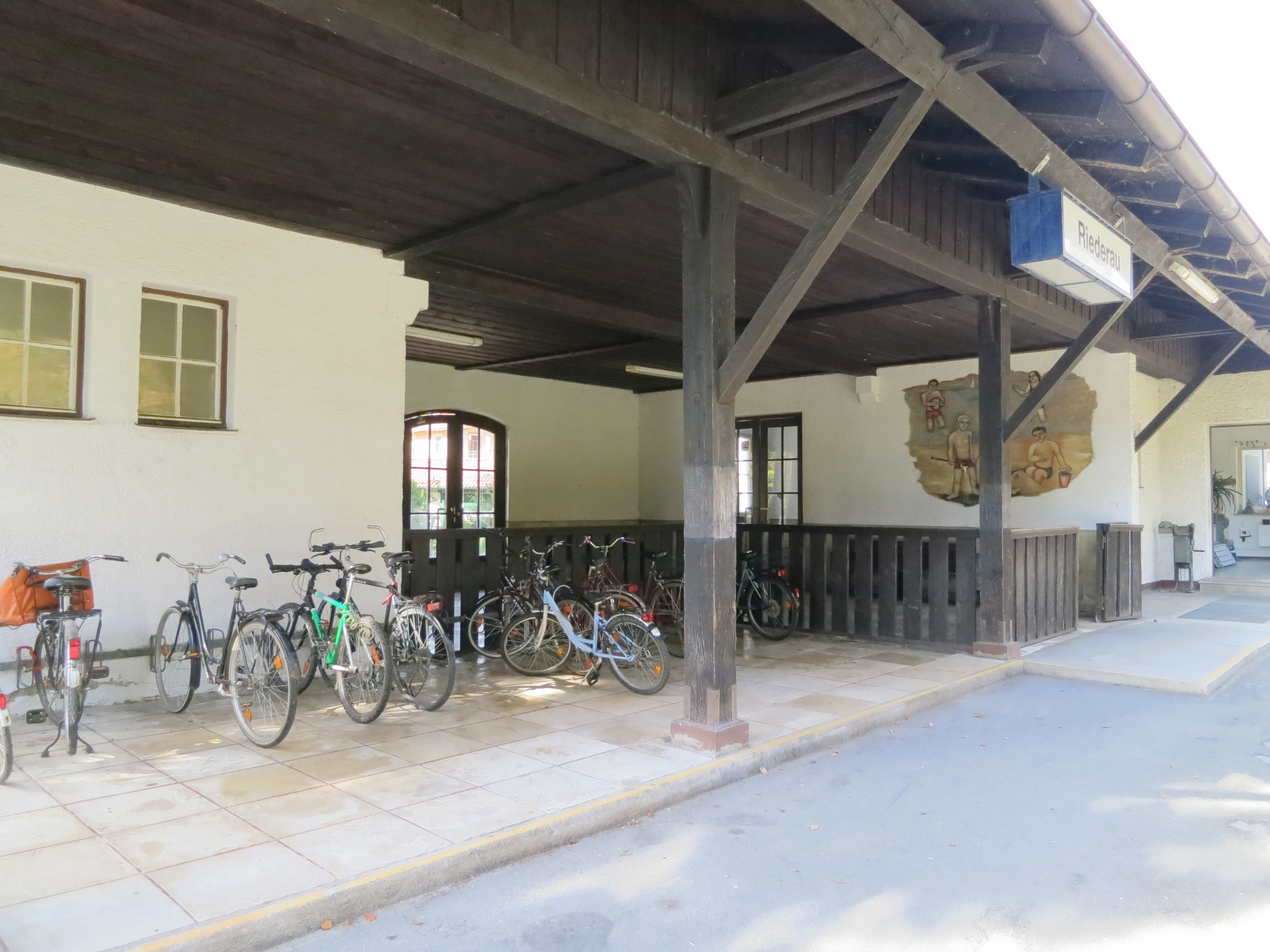
Offene Wartehalle mit ehemaliger Bahnsteigsperre

Das denkmalgeschützte Empfangsgebäude des Bahnhofs Riederau wurde 1938 eröffnet. In der Bauweise ähnelt es dem Empfangsgebäude des Bahnhofs St. Ottilien. Der eingeschossige gemauerte Bau im Heimatstil besteht aus einem Hauptbau mit Warteraum und Diensträumen, einer halboffenen Wartehalle im Süden und einem nördlich anschließenden Güterschuppen. Hauptbau, Wartehalle und Güterschuppen werden von einem traufständigen Satteldach überdeckt. Auf dem Dach befindet sich ein als Dachreiter ausgeführtes Uhrtürmchen, das eine mit Holzschindeln gedeckte Zwiebelhaube hat. Es weist auf allen vier Seiten eine Uhr auf und ist mit Sternkreiszeichen verziert. Nachdem Uhr und Ziermalereien zeitweise überputzt wurden, sind sie seit der Restaurierung im Dezember 2003 wieder vorhanden. Die halboffene Wartehalle ist in offener Holzbalkenkonstruktion ausgeführt. An einem Innengiebel der Wartehalle ist ein Wandgemälde angebracht, das badende Kinder am Ammerseestrand zeigt. Ein zweites Gemälde an der Südseite des Gebäudes, auf dem zwei Fischer im Boot zu sehen waren, wurde während Sanierungsarbeiten überputzt und ist daher nicht mehr vorhanden. Die hölzernen Bahnsteigsperren, welche die Wartehalle vom Bahnsteig trennen, sind noch vollständig erhalten, mittlerweile allerdings dauerhaft geöffnet.
Auf der Gleisseite des Gebäudes schließt unter dem Satteldach ein Stellwerksvorbau an, in dem sich ein bis heute besetztes mechanisches Stellwerk befindet. Es dient inzwischen nur noch zur Stellung der als Deckungssignale dienenden Hauptsignale. Bis 1976 war es auch für die Stellung der Weichen des Ladegleises zuständig. Die Schrankenwinde zur Bedienung des mechanisch über Seilzüge bedienten Bahnübergangs im Süden des Haltepunkts befindet sich außerhalb des Stellwerksvorbaus auf dem Bahnsteig. Im 3,50 Meter hohen Keller ist das Spannwerk des Stellwerks untergebracht.
Im geschlossenen Warteraum befindet sich ein Fahrkartenschalter, der Anfang 2002 geschlossen wurde. Ursprünglich war in den Warteraum auch die Gepäckausgabe mit einem Rolltor eingebunden. Der Warteraum ist bis heute geöffnet.

### Gleisanlagen

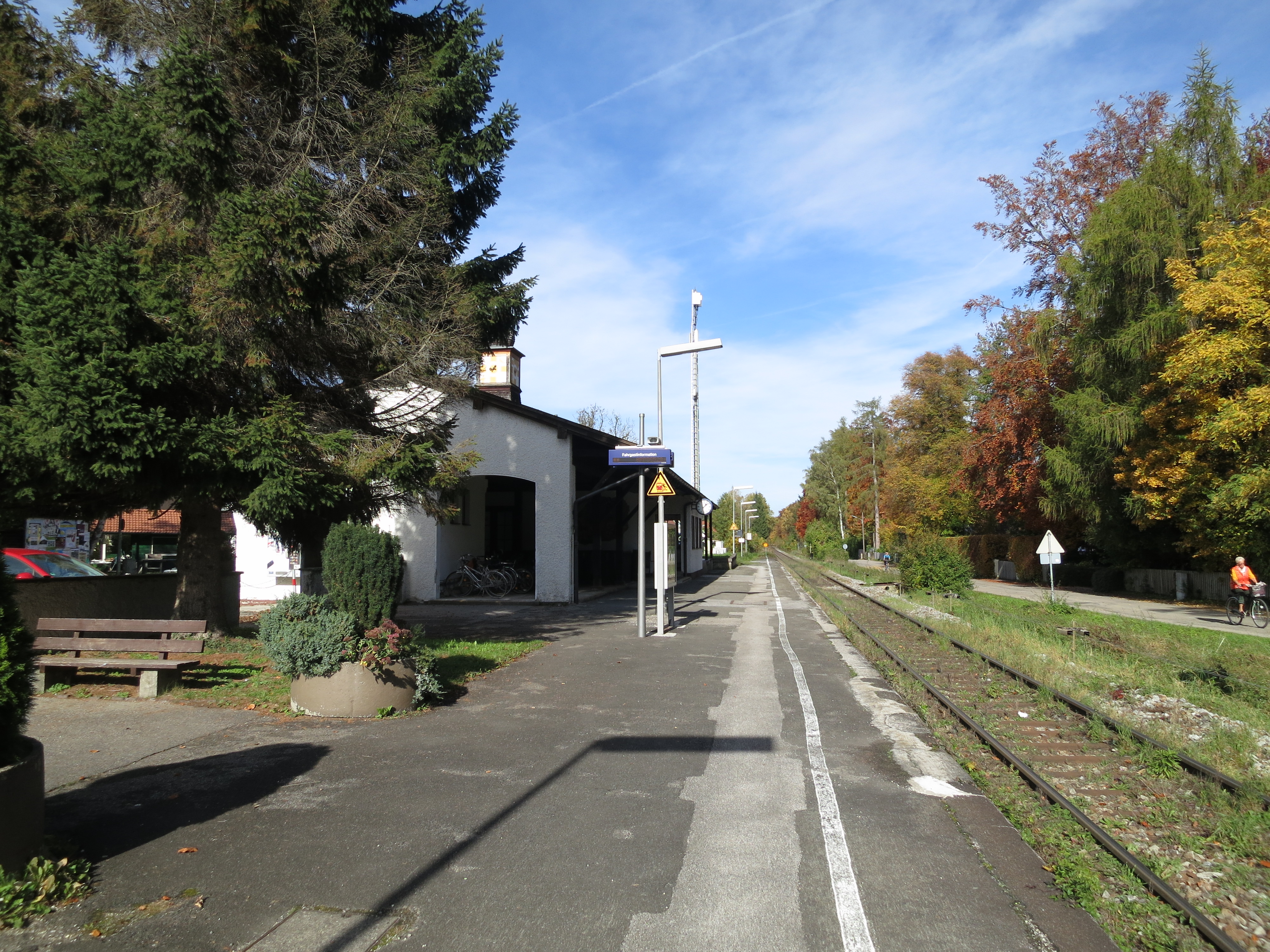
Hausbahnsteig

Die Gleisanlagen des Riederauer Bahnhofs bestanden aus dem durchgehenden Hauptgleis am Hausbahnsteig und einem aus Richtung Dießen befahrbaren Ladegleis mit Laderampe. 1976 wurde das nicht mehr benötigte Ladegleis stillgelegt und 1983 abgebaut. Die noch aus der Vorkriegszeit stammende Laderampe ist bis heute erhalten. Die Bahnsteiglänge wurde in den 2000er Jahren den heutigen Verkehrsbedürfnissen angepasst und mittels Hinweistafeln um etwa ein Drittel verkürzt. Der Hausbahnsteig ist seitdem 126 Meter lang und 22 Zentimeter hoch. Von den ursprünglich vier Bahnhofsformhauptsignalen stehen noch die zwei ehemaligen Einfahrsignale aus Richtung Utting und Dießen. Seit der Auflösung der Blockstelle 2009 dienen sie nur noch als Deckungssignale für den Bahnübergang.

## Verkehr

### Personenverkehr
Ab dem 24. Dezember 1898 hielten durchgehende Personenzüge zwischen Mering und Weilheim am Bahnhof Riederau. Riederau wurde von allen Personenzügen bedient, während die ab 1913 verkehrenden Eilzüge den Bahnhof durchfuhren. 1914 hielten täglich fünf Personenzüge von Augsburg nach Weilheim und einer von Geltendorf nach Weilheim. Das im Zweiten Weltkrieg und der Nachkriegszeit zurückgegangene Verkehrsaufkommen stieg in den 1950er Jahren wieder an. 1955 fuhren neun Personenzüge von Augsburg nach Weilheim und einer von Geltendorf nach Weilheim. An Wochenenden setzte die DB für den Ausflugsverkehr zum Ammersee einen zusätzlichen Badezug von Augsburg nach Dießen ein. In den folgenden Jahren blieben die Zugzahlen weitgehend konstant. Infolge von Rationalisierungen ersetzte die DB in den 1980er Jahren viele Nahverkehrszüge durch Eilzüge. So hielten 1990 nur noch vier Nahverkehrszüge in Riederau. Mit dem Werdenfels-Takt führte die Deutsche Bahn zum Sommerfahrplan 1995 den Stundentakt auf der Ammerseebahn ein.

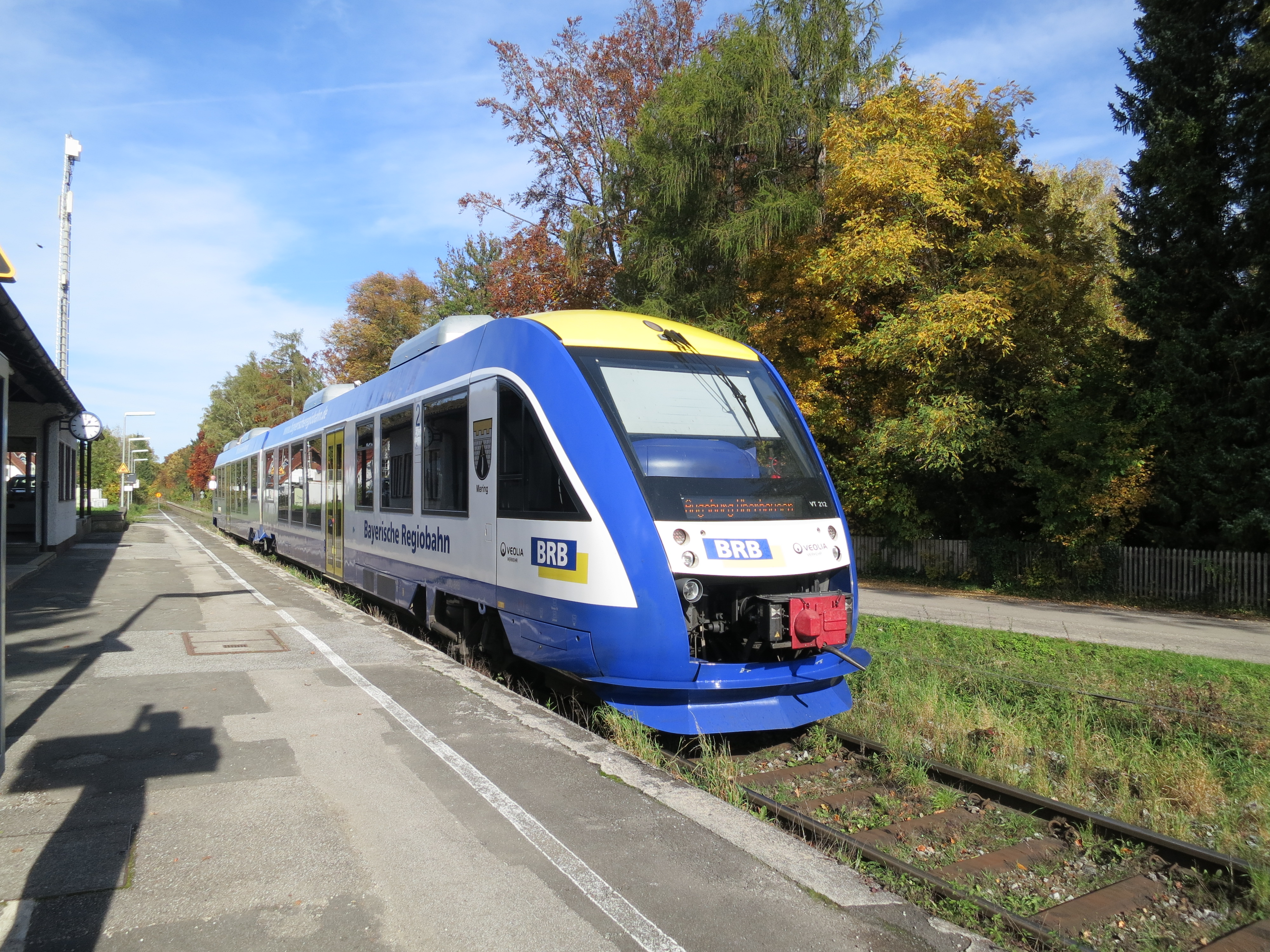
LINT 41 der BRB am Hausbahnsteig

Heute halten alle Züge auf der Ammerseebahn am Haltepunkt Riederau. Seit dem 14. Dezember 2008 fahren im Stundentakt Züge der Bayerischen Regiobahn (BRB) von Augsburg-Oberhausen nach Schongau, die mit Dieseltriebwagen des Typs LINT 41 gefahren werden. In der Hauptverkehrszeit setzt die BRB im Stundentakt zusätzliche Verstärkerzüge von Geltendorf nach Peißenberg ein, die auf diesem Abschnitt einen Halbstundentakt herstellen.

### Güterverkehr
Der Bahnhof Riederau hatte eine große Bedeutung im Güterverkehr. An der Laderampe wurde vor allem Holz aus dem Dettenhofer Forst verladen. Die Holzverladung trug einen wichtigen Teil zum Güterverkehr auf der Ammerseebahn bei. Außerdem diente die Ortsladeanlage der Verladung von landwirtschaftlichen Produkten und Vieh. Dafür bediente die DB den Bahnhof im Nahgüterverkehr bis in die 1960er Jahre mit einem „Sammler“, der an allen Stationen der Strecke Wagen zustellte oder abholte. In den 1960er und 1970er Jahren nahm der Güterverkehr stetig ab und wurde schließlich ganz eingestellt. 1976 wurde das Ladegleis stillgelegt.